# Cuatro años a bordo de mí mismo
Cuatro años a bordo de mí mismo (o 4 años a bordo de mí mismo) es una novela del escritor colombiano Eduardo Zalamea Borda, publicada en 1934.

## Novela
A la edad de 17 años (la misma edad del narrador viajero de la obra), Zalamea Borda intentó suicidarse mientras estaba en Barranquilla. [cita requerida]
Luego de haber intentado quitarse la vida sin éxito, vivió durante cuatro años en La Guajira, ocupando un cargo administrativo en las salinas de Manaure. A los 21 años regresó a Bogotá. Allí ingresó como reportero al periódico La Tarde, en donde publicó "Bahía Honda, puerto guajiro", un poema que escribió cuando se encontraba en La Guajira.[cita requerida]
Jaime Alejandro Rodríguez Ruiz la considera como una de las primeras y más sólidas manifestaciones de la novelística moderna colombiana.
La novela es narrada en primera persona, por un viajero de 17 años de edad oriundo de Bogotá y cuyo destino final es la península de La Guajira. El personaje narra sus experiencias y vivencias en todos los sitios a los que llega, las cuales involucran la interacción con otros personajes y su percepción de los distintos paisajes que observa.[cita requerida]
A diferencia de otras obras en las que es utilizado el paisaje como un recurso para dilatar o suspender por un momento el hilo de la historia, en 4 años a bordo de mí mismo, el paisaje no se puede separar o aislar de la continuidad de la historia que se desarrolla, porque su presencia es lo que mantiene unida de principio a fin la novela, pues se convierte en elemento indispensable para que la trama fluya y se condense en los más extraños y únicos momentos que sazonan la obra.